# Топологија прстена
Топологија прстена (енгл. Token Ring) је IBM-ова мрежа која је развијана 1970-их те представљена раних 1980-их година.
Мреже са топологијом прстена је врста ЛАН мрежа која је шематски поређана у круг. Мреже са топологијом прстена су уско везане за ИЕЕЕ 802.5 спецификацију, јер је настала из топологија прстена технологије, због идентичности и занемарљивих разлика термин топологија прстена обично обухвата и ИЕЕЕ спецификацију.
Користи кружну топологију са свим рачунарима прикљученим на МСАУ (енгл. multistation access unit) уређај. Рачунари су прикључени директно на МСАУ, „patch“ каблови спајају МСАУ на други МСАУ, док "lobe" каблови спајају МСАУ са рачунарима. За разлику од ЦСМА/ЦД мрежа, као што је Етернет, мреже са топологијом прстена су предоређене, што значи да су у могућности да израчунају максимално време које ће проћи пре него ће рачунар бити у могућности вршити мрежне активности. То чини мреже са топологијом прстена савршене за апликације за које одлагање мора бити предвидљиво. Брзина мрежа са топологијом прстена се кретала од почетних 4 Мбпс, па све до данашњих 1 Гбпс. Испочетка мреже са топологијом прстена су биле у предности над Етернетом, нудиле су већу брзину и бољу поузданост, но представљањем свичева Етернет мрежа је на крају ипак преовладала тако да мреже са топологијом прстена данас нису превише распрострањене.